# Spoorbrug Dordrecht
De Spoorbrug Dordrecht (ook wel Zwijndrechtse Brug) is een spoorbrug tussen Dordrecht en Zwijndrecht, in de Nederlandse provincie Zuid-Holland. De spoorbrug steekt de Oude Maas over en maakt deel uit van de Spoorlijn Breda - Rotterdam. De brug bestaat uit een vast deel van twee tweesporige vakwerkbruggen naast elkaar en een beweegbaar deel van twee tweesporige hefbruggen. De spoorbrug wordt daarom door Dordtenaren ook wel 'Het Hemelbed' genoemd.

## Geschiedenis

### Eerste brug
De eerste oeververbinding voor spoorverkeer op deze plek was een draaibrug uit 1872 en een vaste vakwerkbrug.

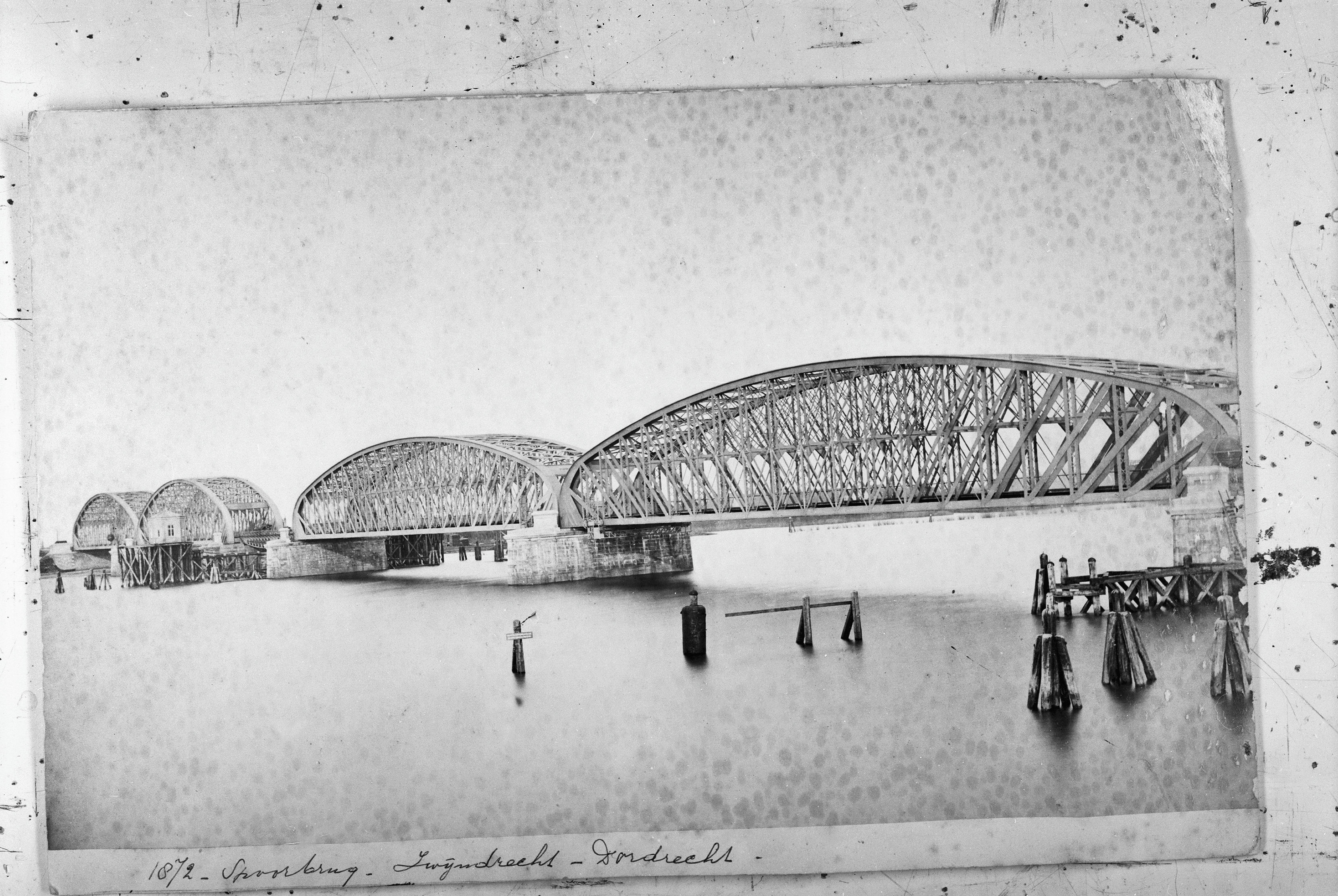
De spoorbrug uit 1872

### Tweede brug
De eerste brug werd vervangen door 'de Vlinder', een vaste vakwerkbrug van 176 meter over drie steunpunten en een vlindervormige hefbrug met een overspanning van 55 meter en hefhoogte van 35 meter. De brug werd veel gebruikt voor treinverkeer en scheepvaart, daarom was uiteindelijk vervanging noodzakelijk.

### Derde brug
In 1980 werd door Rijkswaterstaat en Nederlandse Spoorwegen onderzocht hoe dit drukke knooppunt verbeterd kon worden. Er werd besloten geen tunnel te maken, omdat de stadscentra van Dordrecht en Zwijndrecht te dichtbij liggen. De brug werd vervangen in drie fases.
In de eerste fase tussen 1985 en 1990 werd de vaste vakwerkbrug hefbaar gemaakt tot Rijnvaarthoogte. In de tweede fase werd het hefbare deel, de vlinder, vervangen door een nieuwe hefbrug op vier poten. In de hefbrug zitten twee hefbare dubbelsporige brugdekken. In de derde fase werd de oude vaste vakwerkbrug vervangen door twee parallel liggende nieuwe vakwerkbruggen van 176,4 meter over drie steunpunten.